# 캐논 EOS-1Ds Mark III
캐논 EOS-1Ds Mark III(Canon EOS-1Ds Mark III 혹은 Mk 3)는 캐논의 풀 프레임 디지털 SLR 카메라이다. 캐논 EOS 시리즈의 최상위 모델로, 2,110만 유효 화소의 풀 프레임 (36 × 24 mm) CMOS 이미지 센서를 가지고 있다. 전문가용 카메라로서, 방진, 방습 기능을 가지고 있다. 센서 및 연사속도 외에는 캐논 EOS-1D Mark III와 매우 유사하다. 경쟁 모델로는 니콘의 D3x와 소니의 A900 등이 있다.

## 오일스팟 문제
1Ds markIII 제품들중 일부에서, 미러유닛에서 업다운 운동이 잘 되도록 발라져 있는 오일이 과도하게 도포된 결과, 촬영시 업다운 운동에 의해 오일의 일부가 튀어 센서에 묻는 문제가 있는 것으로 알려져 있다. 캐논측은 2009년 4월 이 문제에 대해 공식 인정, 과도하게 도포된 윤활유를 제거하기 위한 미러박스 청소작업을 무상으로 제공하고 있다.

## 사진

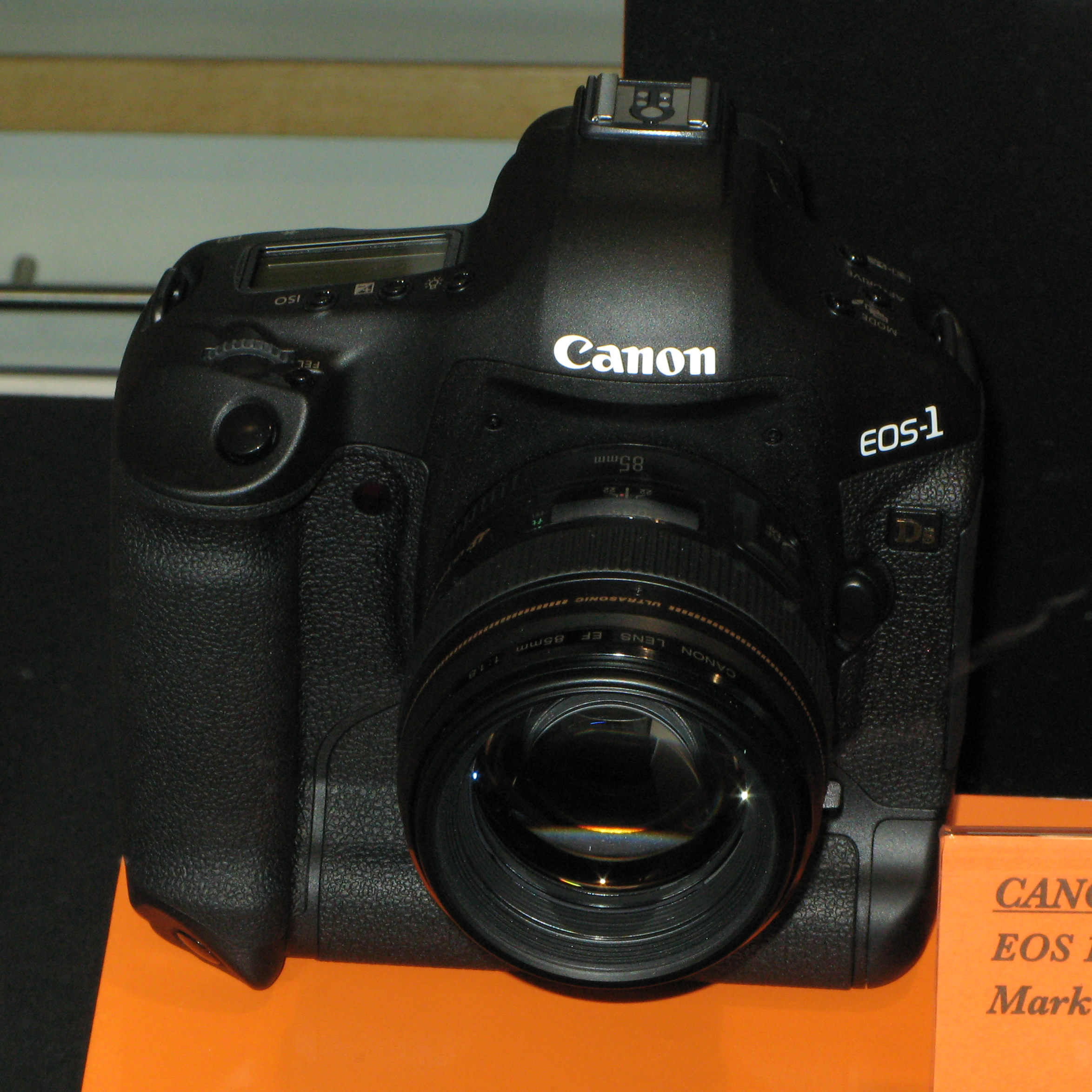
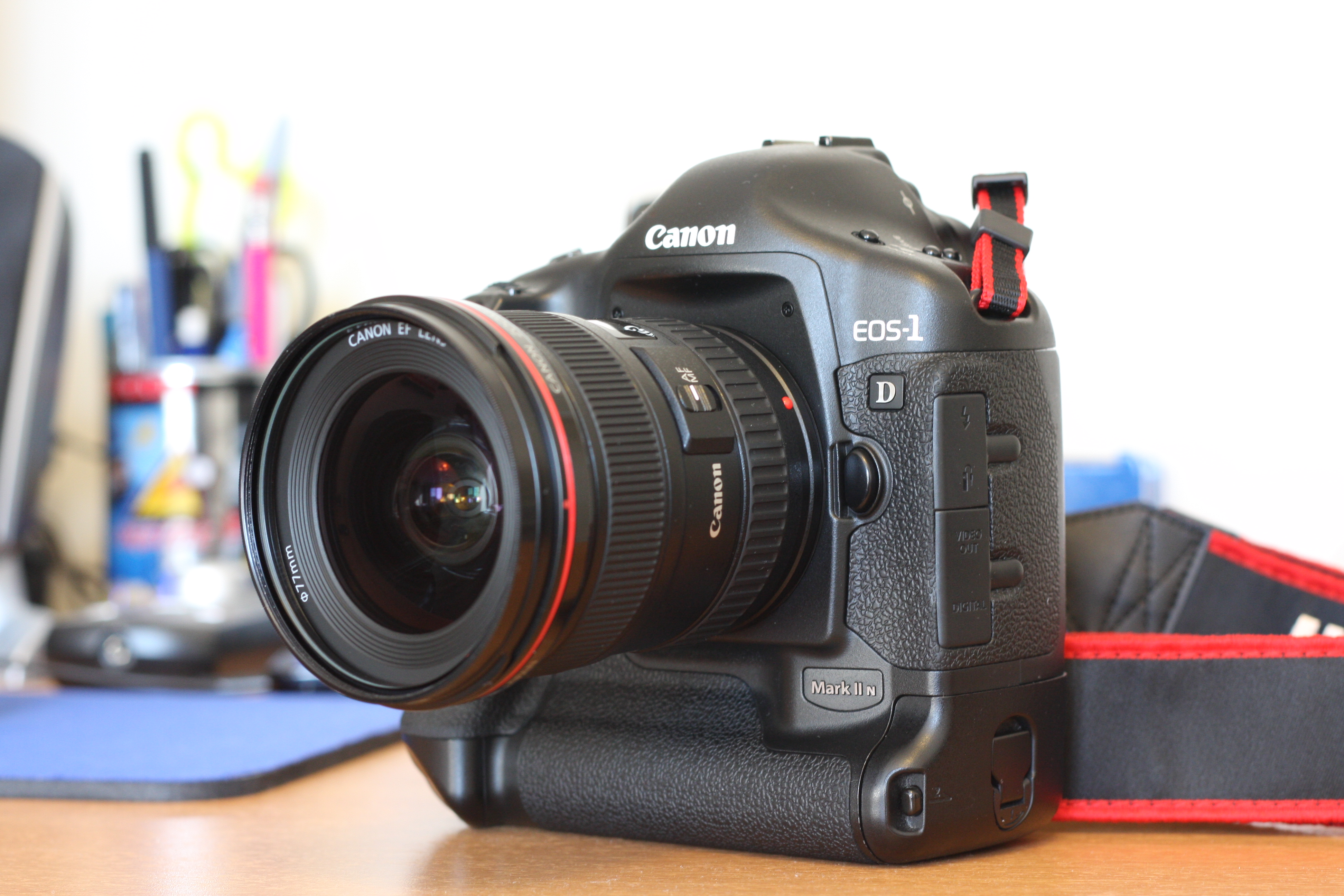
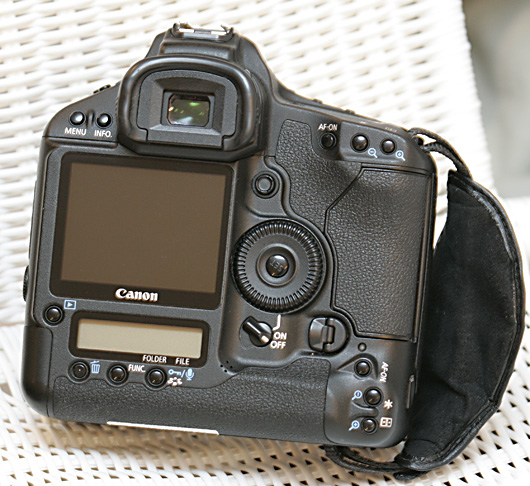
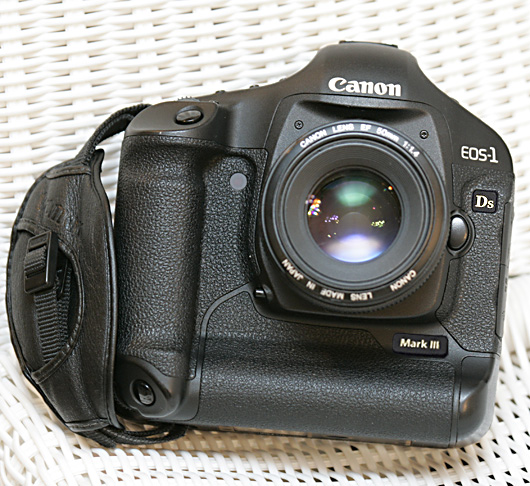
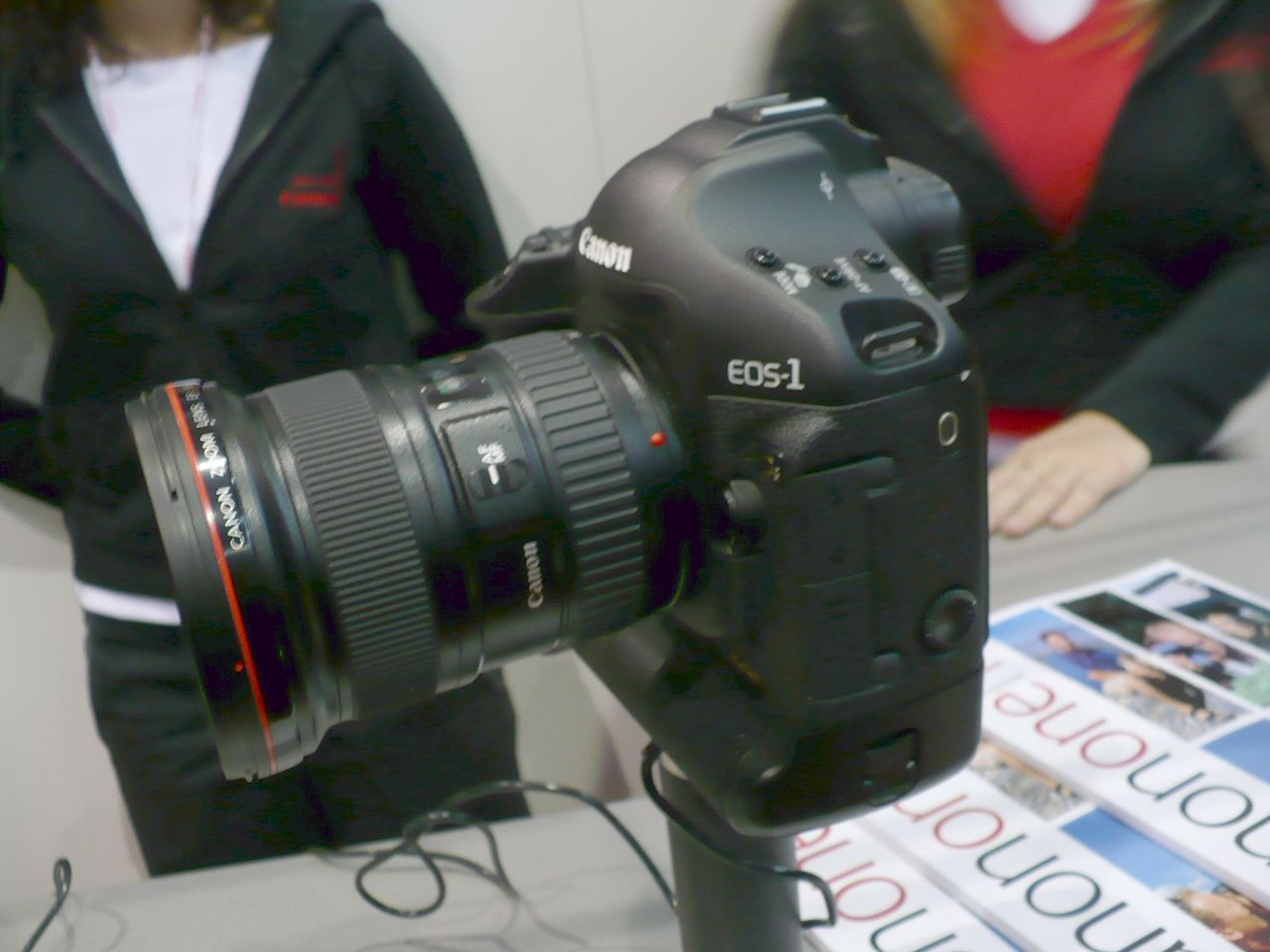

## 같이 보기
- 캐논
- 캐논 EOS
- 캐논 EF 마운트
- 풀프레임 DSLR